# Grodziec
Grodziec è un comune rurale polacco del distretto di Konin, nel voivodato della Grande Polonia.
Ricopre una superficie di 117,72 km² e nel 2004 contava 5 251 abitanti.